# Prosopocoilus buddha annae
Prosopocoilus buddha annae es una subespecie de coleóptero de la familia Lucanidae.

## Distribución geográfica
Habita en Borneo.